# 10072 Uruguay
10072 Uruguay este un asteroid din centura principală de asteroizi.

## Descriere
10072 Uruguay este un asteroid din centura principală de asteroizi. A fost descoperit pe 03 aprilie 1989 la Observatorul La Silla de Eric Walter Elst. Asteroidul prezintă o orbită caracterizată de o semiaxă mare de 2,28 ua, o excentricitate de 0,10 și o înclinație de 3,7° în raport cu ecliptica.